# Gnaeus Sentius Saturninus (Suffektkonsul 4)
Gnaeus Sentius Saturninus war ein römischer Politiker des frühen 1. Jahrhunderts n. Chr.
Saturninus war Sohn des Gaius Sentius Saturninus. Sein gleichnamiger Sohn war im Jahr 41 Konsul.
Im Jahr 4 n. Chr. wurde Saturninus Suffektkonsul und begleitete später Germanicus nach Syrien. Nach dessen Tod übernahm er im Jahr 19 die Statthalterschaft der Provinz von Gnaeus Calpurnius Piso, dem angeblichen Mörder des Germanicus. Saturninus blieb mindestens bis zum Jahr 21 n. Chr. in Syrien.